# لیگوتکا (استان اوپوله)
لیگوتکا (به لهستانی: Ligotka) یک منطقهٔ مسکونی در لهستان است که در گمینا نامسووو واقع شده‌است.